# As I Lay Dying (gruppo musicale)
Gli As I Lay Dying sono una band metalcore statunitense formatasi nel 2000 a San Diego, California.
La band ha debuttato nel 2001 con l'album Beneath the Encasing of Ashes, seguito da altri 5 album di discreto successo. In seguito all'arresto e alla condanna a 6 anni di carcere ai danni del cantante Tim Lambesis nel 2014, gli altri componenti sono stati allontanati dalla formazione, a eccezione del batterista e cofondatore Jordan Mancino, che è rimasto proprietario degli As I Lay Dying con Lambesis stesso. Nel 2018 il gruppo torna alla sua formazione originaria sino al 2022, anno in cui Lambesis ritorna a essere l'unico membro fondatore in formazione, con il chitarrista Phil Sgrosso e tre nuovi componenti. Nel 2024 Tim Lambesis rimane l'unico componente del gruppo, in seguito all'uscita di tutti gli altri membri dalla formazione, compreso Sgrosso.

## Storia del gruppo

### Formazione e primi album (2000-2006)

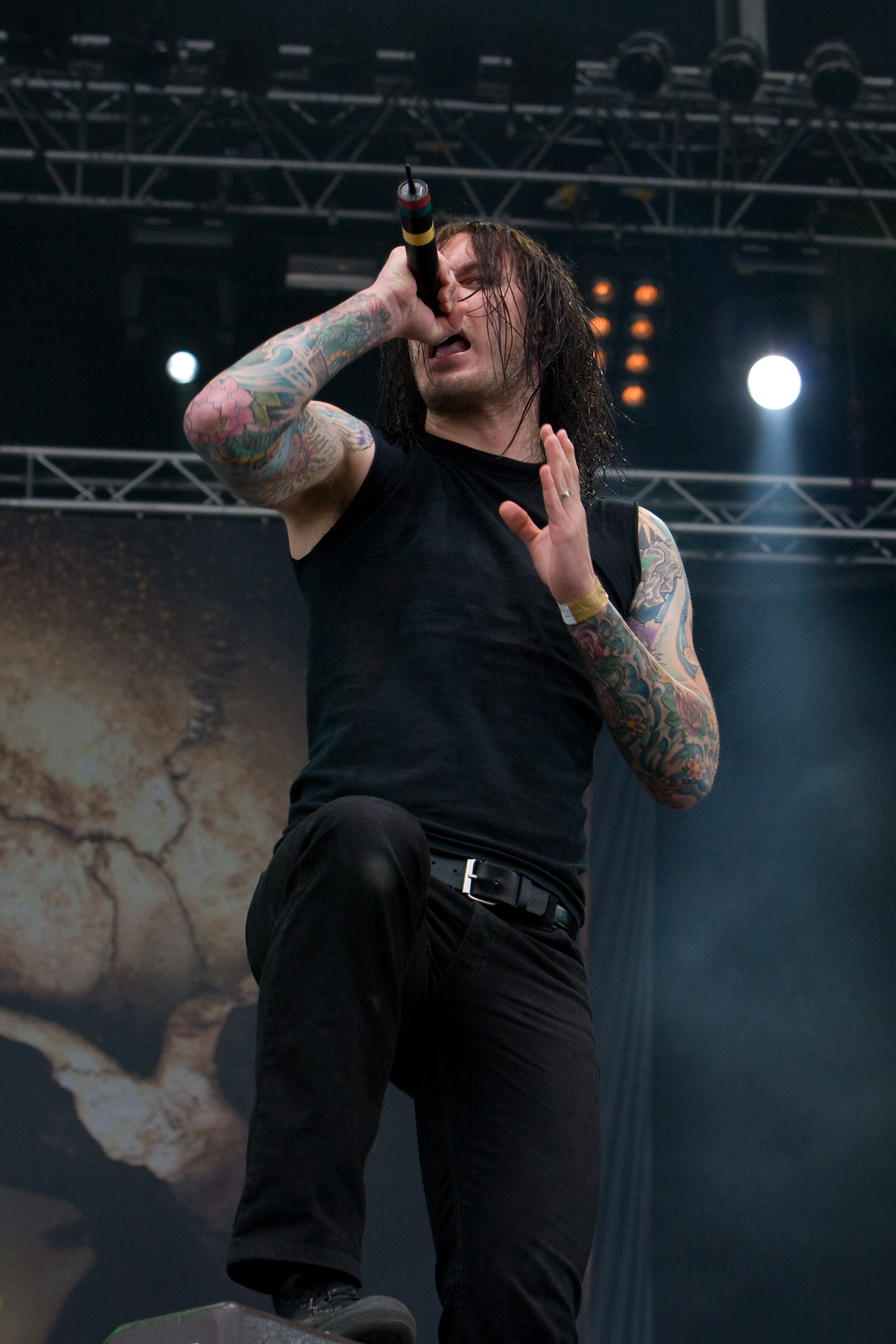
Tim Lambesis nel 2008

Gli As I Lay Dying si sono formati nel 2000 a San Diego, California, da un'idea di Tim Lambesis, appena uscito dai "Society's Finest" nei quali era chitarrista. Il nome della band è ispirato all'omonimo romanzo di William Faulkner. La prima formazione comprende, oltre a Lambesis, Evan White alla chitarra e Jordan Mancino alla batteria.
Il gruppo firma presto un contratto con la Pluto Records, con la quale pubblica nel giugno 2001 il suo album di debutto, dal titolo Beneath the Encasing of Ashes.
Nel 2002 la band ha registrato altre canzoni per uno split album intitolato As I Lay Dying/American Tragedy, realizzato con gli American Tragedy, sempre prodotto per la Pluto Records.
Dopo lunghi tour e un ritorno in termini di popolarità, gli As I Lay Dying firmano con la Metal Blade Records nei primi mesi del 2003. Nel luglio di quell'anno esce il secondo album in studio della band, Frail Words Collapse, prodotto da Tim Lambesis, a cui segue un intenso tour che li porterà a suonare con band come Himsa, Killswitch Engage, Hatebreed, In Flames, Shadows Fall, The Black Dahlia Murder e altri.
Nel giugno 2005, la band pubblica il terzo album Shadows Are Security e si esibisce all'Ozzfest 2005. Nel maggio 2006 la Metal Blade ristampa sia Beneath the Encasing of Ashes che le canzoni presenti nello split album con gli American Tragedy, e il tutto viene incluso in un CD chiamato A Long March: The First Recordings. Il gruppo ha scelta questa soluzione per evitare che i fan spendessero molti soldi per comprare i loro primi lavori.
Nello stesso anno hanno partecipato anche al Sounds of the Underground insieme a In Flames, Trivium, Cannibal Corpse, Terror e GWAR. Successivamente il bassista Clint Norris ha lasciato la band per dedicarsi alla vita matrimoniale e il suo posto viene preso da Josh Gilbert.

### Successo internazionale (2007-2012)
Il quarto album del gruppo è uscito in tutto il mondo nell'agosto 2007 con il tutolo An Ocean Between Us. Per l'album la band si è ispirata al romanzo di Nathaniel Hawthorne La lettera scarlatta. Il brano Nothing Left è tra i brani presenti nel videogioco Midnight Club: Los Angeles per Xbox 360, PS3 e PSP e tra quelli presenti nel videogioco Saints Row 2 per Xbox 360 e PS3. L'album ottiene successo internazionale, e il gruppo riceve la sua prima nomination ai Grammy Awards nella categoria "Miglior interpretazione metal" per Nothing Left. Nel 2009 viene pubblicato il DVD This Is Who We Are, mentre il gruppo ritorna in studio dopo un lungo tour internazionale per registrare il suo quinto album in studio. The Powerless Rise viene pubblicato l'11 maggio 2010, venendo accolto positivamente da critica e pubblico.
L'8 novembre 2011 viene pubblicata la raccolta Decas, in celebrazione dei 10 anni di carriera del gruppo, contenente cover, remix e brani inediti.
Il 25 giugno 2012 viene pubblicato Cauterize, primo singolo estratto dall'album Awakened, pubblicato nel settembre 2012.

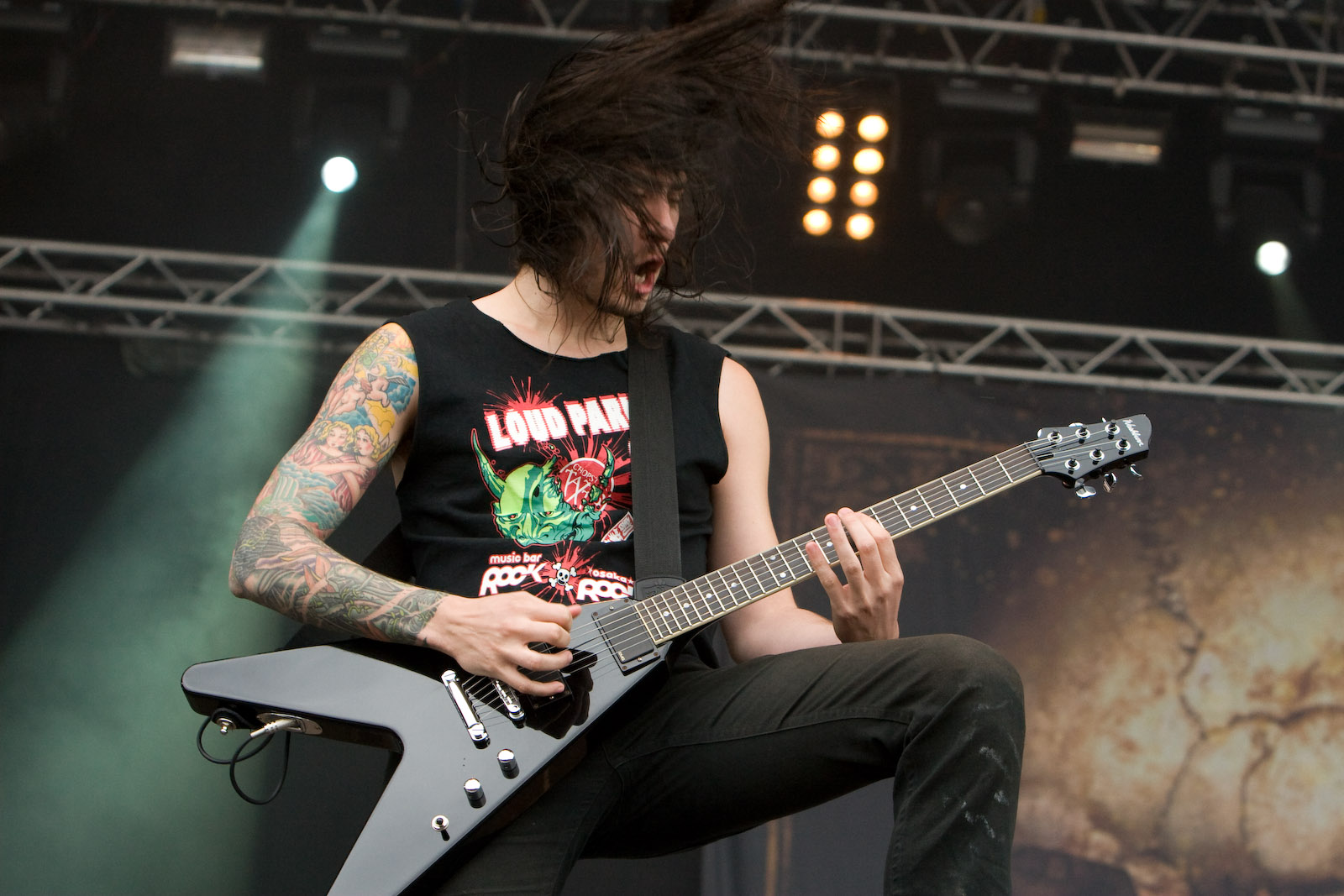
Phil Sgrosso in concerto nel 2008

### Arresto di Tim Lambesis e pausa (2013-2017)
Il 7 maggio 2013 il cantante Tim Lambesis viene arrestato per aver tentato di far assassinare la sua ex moglie. Quest'ultima chiese il divorzio nel settembre 2012. Nel novembre 2013 Lambesis ha ammesso davanti alla corte la sua colpevolezza e per questo è stato condannato, il 19 maggio 2014, a 6 anni di prigione. Phil Sgrosso, Nick Hipa e Josh Gilbert vengono quindi allontanati da Lambesis stesso dal gruppo, e i tre decidono di formare una nuova band con Shane Blay degli Oh, Sleeper alla voce, chiamata Wovenwar, mentre il batterista e cofondatore Jordan Mancino rimane l'unico membro ufficiale degli As I Lay Dying insieme a Lambesis, nonostante entri anche lui a far parte degli Wovenwar. A seguito di uno sconto di pena, nel dicembre 2016 Lambesis esce di prigione e la band rientra ufficialmente in attività nel giugno 2017.

### Ritorno in attività, instabilità della formazione (2018-presente)
L'8 giugno 2018 la band pubblica per la prima volta dopo quasi 6 anni dall'uscita del loro ultimo album Awakened il singolo My Own Grave con la sua lineup "classica" prima dell'arresto di Tim Lambesis, ricominciando anche l'attività live con un tour che si apre con un concerto a San Diego il 16 giugno 2018. L'anno successivo escono i singoli Redefined, Shaped By Fire e Blinded che anticipano l'uscita dell'album Shaped by Fire, pubblicato il 20 settembre 2019 sotto etichetta Nuclear Blast. Nel marzo 2020 viene pubblicato il singolo inedito Destruction or Strenght.
Nell'agosto 2021 viene ufficializzata l'uscita del gruppo del chitarrista Nick Hipa, per contrasti avuti con altri componenti del gruppo. Dopo l'uscita di un altro singolo inedito, Roots Below, nel 2022 anche il bassista Josh Gilbert e il batterista Jordan Mancino lasciano gli As I Lay Dying, rispettivamente a maggio e a giugno, venendo sostituiti da dei turnisti per i futuri concerti del gruppo.
Successivamente, nell'autunno 2022, viene annunciata l'entrata nel gruppo di Ryan Neff, già bassista nei Miss May I, e Ken Susi e Nick Pierce, rispettivamente chitarrista e batterista degli Unearth. Lambesis annuncia che il gruppo inizierà a lavorare al suo prossimo album nel 2023. Nella primavera 2024 vengono pubblicati tre nuovi singoli, e viene annunciato che il titolo dell'ottavo album del gruppo sarà Through Storms Ahead, e che uscirà nel novembre 2024. Tuttavia, povo prima dell'inizio del tour in promozione del nuovo lavoro, nell'ottobre 2024 Ryan Neff annuncia la uscita dal gruppo per motivi personali. Esattamente sei giorni dopo l'annuncio, anche Ken Susi e Nick Pierce dichiarano di aver lasciato la formazione in quanto la loro etica personale «è stata portata sino a un punto di rottura» e di aver bisogno di «preservare la propria salute e integrità». In concomitanza a ciò, anche il tour manager del gruppo dichiara di non voler avere più a che fare con il gruppo, cancellando di fatto la programmazione dell'intero tour. Il 30 ottobre anche Phil Sgrosso abbandona il gruppo, dichiarando che «il gruppo non garantisce più un ambiente salutare o sicuro per chiunque ne faccia parte, sia personalmente che professionalmente», e di fatto lasciando Tim Lambesis l'unico membro rimasto negli As I Lay Dying. Questi annuncia, il 4 novembre 2024, che il nuovo album verrà sempre pubblicato il 15 dello stesso mese, e che continuerà il progetto As I Lay Dying con dei nuovi collaboratori, aggiungendo che:

## Formazione

### Attuale
- Tim Lambesis – voce death (2000-presente)

### Ex componenti
- Ryan Neff – basso, voce melodica (2022-2024)
- Ken Susi – chitarra solista (2022-2024)
- Nick Pierce – batteria (2022-2024)
- Phil Sgrosso – chitarra ritmica, cori (2003-2014, 2018-2024)
- Josh Gilbert – basso, voce melodica (2006-2014, 2018-2022)
- Jordan Mancino – batteria (2000-2022)
- Nick Hipa – chitarra solista, cori (2003-2014, 2018-2022)
- Noah Chase – basso (2001)
- Evan White – chitarra (2001-2003)
- Jasun Krebs – chitarra (2002-2003)
- Tommy Garcia – basso (2002-2003)
- Aaron Kennedy – basso (2003)
- Clint Norris – voce melodica, basso (2003-2006)

Turnisti
- Chad Ackerman – chitarra (2001-2002)
- Caylen Denuccio – bass (2002-2003)
- Chris Lindstrom – chitarra (2001, 2003)
- Mark Macdonald – chitarra (2003-2004)
- Ruben Gutierrez – chitarra (2001)
- David Arthur – voce melodica (2005)
- Joey Bradford – cori (2012)
- Duane Reed – cori (2007)
- Brandon Morales – chitarra, cori (2022)
- Alex Lopez – batteria (2022)

## Discografia

### Album in studio
- 2001 – Beneath the Encasing of Ashes
- 2003 – Frail Words Collapse
- 2005 – Shadows Are Security
- 2007 – An Ocean Between Us
- 2010 – The Powerless Rise
- 2012 – Awakened
- 2019 – Shaped by Fire
- 2024 – Through Storms Ahead

### Raccolte
- 2006 – A Long March: The First Recordings
- 2011 – Decas

### DVD
- 2009 – This Is Who We Are

### Split
- 2002 – As I Lay Dying/American Tragedy